# Jimmy Vee
Jimmy Vee (født 5. november 1959) er en skotsk skuespiller og stuntman. Han er bedst kendt for at have spillet forskellige monstre og rumvæsener i Doctor Who og droiden R2-D2 i science fiction-filmen Star Wars: The Last Jedi.
Vee startede sin karriere som stuntman for forskellige små skuespillere og statister i film så som Harry Potter og De Vises Sten. På teater har han medvirket som dværgen Cheeky i King's Theatres opsætning af Snehvide og de syv dværge. I november 2015 blev han valgt til rollen som R2-D2 i Star Wars: The Last Jedi som afløser for Kenny Baker før dennes død i august 2016. Vee, der identificerer sig selv som dværg måler i øvrigt netop det samme som Baker, 1,12 m.